# 銜尾蛇

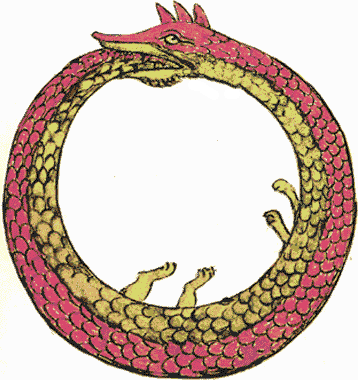
傳統的銜尾蛇形象

銜尾蛇（音譯烏洛波羅斯，亦作咬尾蛇）是一個古代流傳下來的符號，形象為一條蛇（或龍）叼著自己的尾巴形成一個環（有時為扭紋形，即∞），名字意即「自我吞食者」。這個符號一直都有很多不同的象徵意義，而當中最為人接受的是「無限大」、「循環」等。銜尾蛇亦是宗教及神話中的常見符號，在煉金術中更是重要的徽記。近代有些心理學家（如卡爾·榮格）認為，銜尾蛇其實反映了人類心理的原型。

## 意義
柏拉圖形容銜尾蛇為一頭處於自我吞食狀態的宇宙始祖生物，牠是不死之身，並擁有完美的生物結構。
「這頭生物並不擁有眼睛，因為在牠的外圍已經沒有任何需要觀望的東西存在；牠亦沒有耳朵，因為外圍沒有任何需要聆聽的事物；外圍沒有任何的氣息，所以牠不用呼吸；牠沒有任何的器官，因為在牠身邊沒有任何東西會被牠吸進或由牠排泄，所以不需要進行任何消化。在牠被生育出來的時候，牠的排泄物就安排成為牠的食糧，牠的行為及其行為之影響都源於牠，亦受之於牠。造物者構想出這頭能夠自給自足的生物，這比其它缺乏一切東西的生物來得完滿。另外，牠不需要向任何對象採取任何防衛的措施，造物者認為沒有必要給予任何獻牲到牠的手上。牠亦沒有足與腳，牠的整體本來就是一種移動的手段。牠雖然擁有無上的心靈與智慧，但牠對移動的概念卻相當模糊，因為牠只在同一個位置上存在，所以牠的移動軌跡有如圓球；可是隨著牠本身的局限，牠只能不停的環狀旋轉著。」
 — 柏拉圖

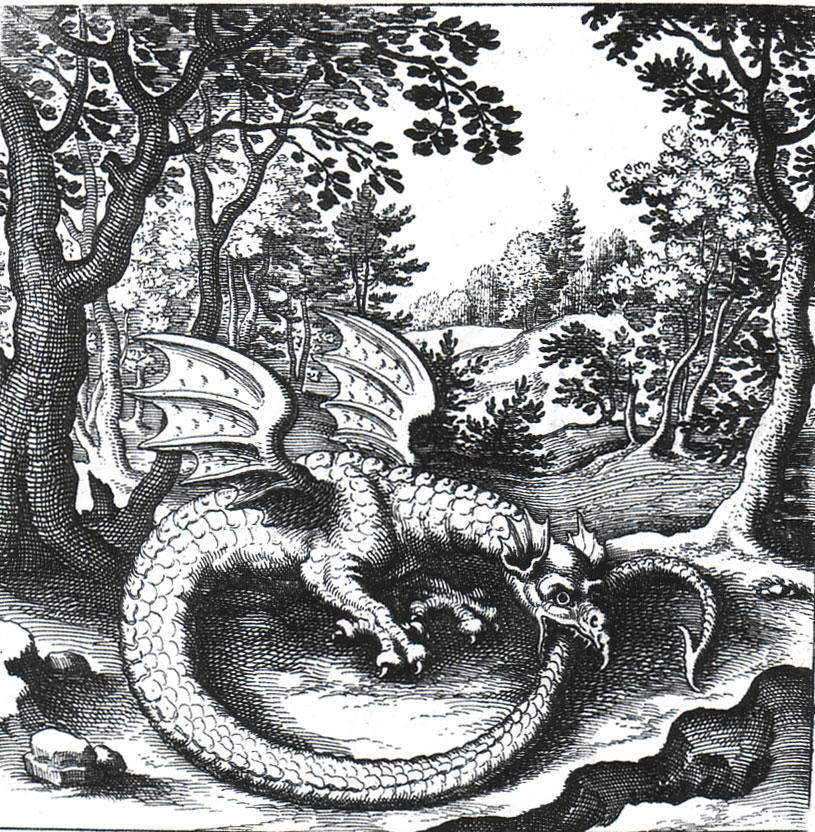
煉金術刊物中的銜尾蛇（龍）形象

在某些場合中，銜尾蛇會被描繪成一半光一半暗，就像陰陽的圖案一樣，象徵所有事物的兩極觀念；更重要的是，這兩股對立的力量，雖然兩不相容，但同時亦並非處於對抗的立場。在煉金術所詮釋的圓型結構宇宙觀中，銜尾蛇象徵至高無上的作品，既相融合又包藏對立，是一個既清晰而又模糊的「完美」概念。銜尾蛇亦經常與諾斯底主義與赫密斯神智學有所連繫。
銜尾蛇亦代表了「自我參照」或「無限循環」，尤指那些能恆常自我增生的事物，以及循環周期性的自我發展，其中一個好例子就是傳說中的不死鳥，牠在自我焚滅的過程中自我繁衍（或理解為「重生」），正是無限循環概念的一種表現。另外，銜尾蛇亦象徵着最原始的元素。榮格派哲學家諾伊曼（Erich Neumann）曾經表示銜尾蛇是「前自我」階段（Pre-ego）「混沌狀態」（Dawn State）的實際象徵，描述出不管是成年人還是幼童都存在著的童蒙階段。

## 與數學無限大的關係
銜尾蛇所擁有的「無限」概念，亦與數學概念中的「無限大」有所關連。其實，數學上無限大的符號「∞」，其形狀的真正來源迄今尚未剖明。最常見的說法指該符號的形狀來自幾何中的雙紐線，其英語「Lemniscate」在拉丁語中有「緞帶結」的意思，因而想像到緞帶結邊界的簡單循環路線，再引申成為代表無限大的符號。
另一個比較著名的解說，指無限大的符號源自「莫比烏斯帶」的形狀。同樣是基於莫比烏斯帶的表面結構，可以製造無限的循環路線。不過這說法難以立足，因為無限大的符號「∞」比莫比烏斯帶出現得較早。
與上述的例子相比，銜尾蛇的圖案在歷史上出現的更早，因此衍生出銜尾蛇與無限大符號之間的關係爭議。有說「∞」本來就是一個在古代具備宗教性或與煉金術相關的符號。除了銜尾蛇外，西藏石刻裡有名為「盤長」的圖案，亦與銜尾蛇一樣代表著生死循環的概念。
對於無限大符號的源頭，由於其概念的存在界線相當模糊，而且年代久遠，因此至今仍眾說紛紜，莫衷一是。如上文所言，有人認為「∞」本來就是一個古老符號，亦有人認為「∞」是在特定物件上加以想像建構而成。至於銜尾蛇與「∞」的關係，究竟是存在已久的「∞」構成銜尾蛇的形象，還是銜尾蛇給予靈感讓數學界採用「∞」以表示無限大，在兩者的本末上，迄今仍未有定案。

## 物理學中的銜尾蛇
銜尾蛇除了象徵「無窮」以外，亦印證了宇宙中無始無終的循環概念，這一點在現今物理學中亦有所表現。銜尾蛇的圖形在物理學裡反映著一種宇宙涵義，它象徵了粒子物理學（極小）與宇宙概念（極大）關係的交接。
根據物理學的觀念，物質可以無限分解成分子、原子、粒子等微細單位；而越能了解微世界的動靜，人類將越能解釋整個宇宙的運作規律。由於銜尾蛇的統合生死陰陽的原理，與物理學「極大中蘊含極小」及「以極小可以印證極大」的信念原則相當接近，因而被用作成為相關概念的代表符號。

## 各種形象
銜尾蛇是世界上最古老的神話符號之一，符號中的蛇形或龍形生物，經常出現於阿茲特克文明、中東地區、美洲原住民及其它古老地區的神話之中。

### 埃及

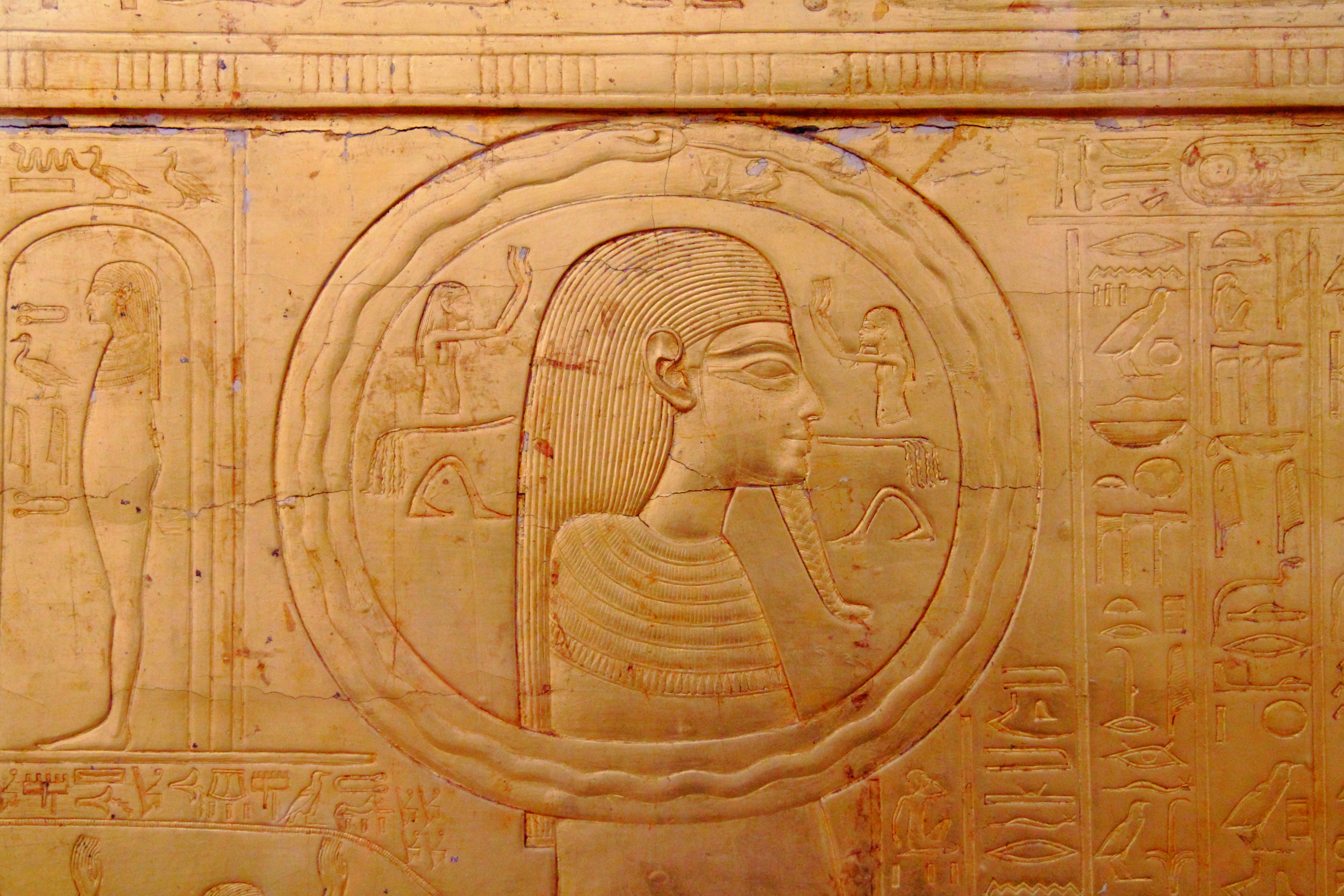
埃及銜尾蛇

蛇形生物自噬的這個圖象，至早可以追溯至公元前1600年的古埃及時代；在埃及，它代表的是太陽圓盤，以及太陽東升西落的循環旅程，意義為「再生」及「永恆」。
它從古埃及傳遞至腓尼基民族，再由腓尼基人傳至希臘時代的哲學家們，終於為這個形象取名「銜尾蛇」（Ouroboros），意思是「吞尾者」（Tail-devourer）。

### 遠古東亞
「蜷曲的龍」是紅山文化的象徵標誌。在1984年的紅山遺址中，就曾發現一副骸骨胸前掛著一個「蜷曲的龍」形狀的玉器。

### 北歐神話
在北歐神話中，邪神洛基的三個兒女之一巨蛇耶夢加得，就是一條能以身軀包圍整個世界，並且以嘴巴在另一頭咬著自己的尾巴的巨型生物。另外，在北歐傳奇英雄朗納爾（Ragnar Lodbrok）的故事中，他有一名兒子出生的時候眼睛內出現了一道類似咬著自己尾巴的白蛇圖像，於是，這個兒子便被稱為「眼中有蛇的西格爾」（Sigurd Snake-in-the-Eye）。

### 印度教
銜尾蛇的概念，亦流傳於印度的民間傳說之中；在印度神話裡，蛇神舍沙（Shesha）環繞著龜神俱利摩（Kurma），支撐起負責背負整個世界的八頭（或稱四頭）大象。

### 歐美非三洲

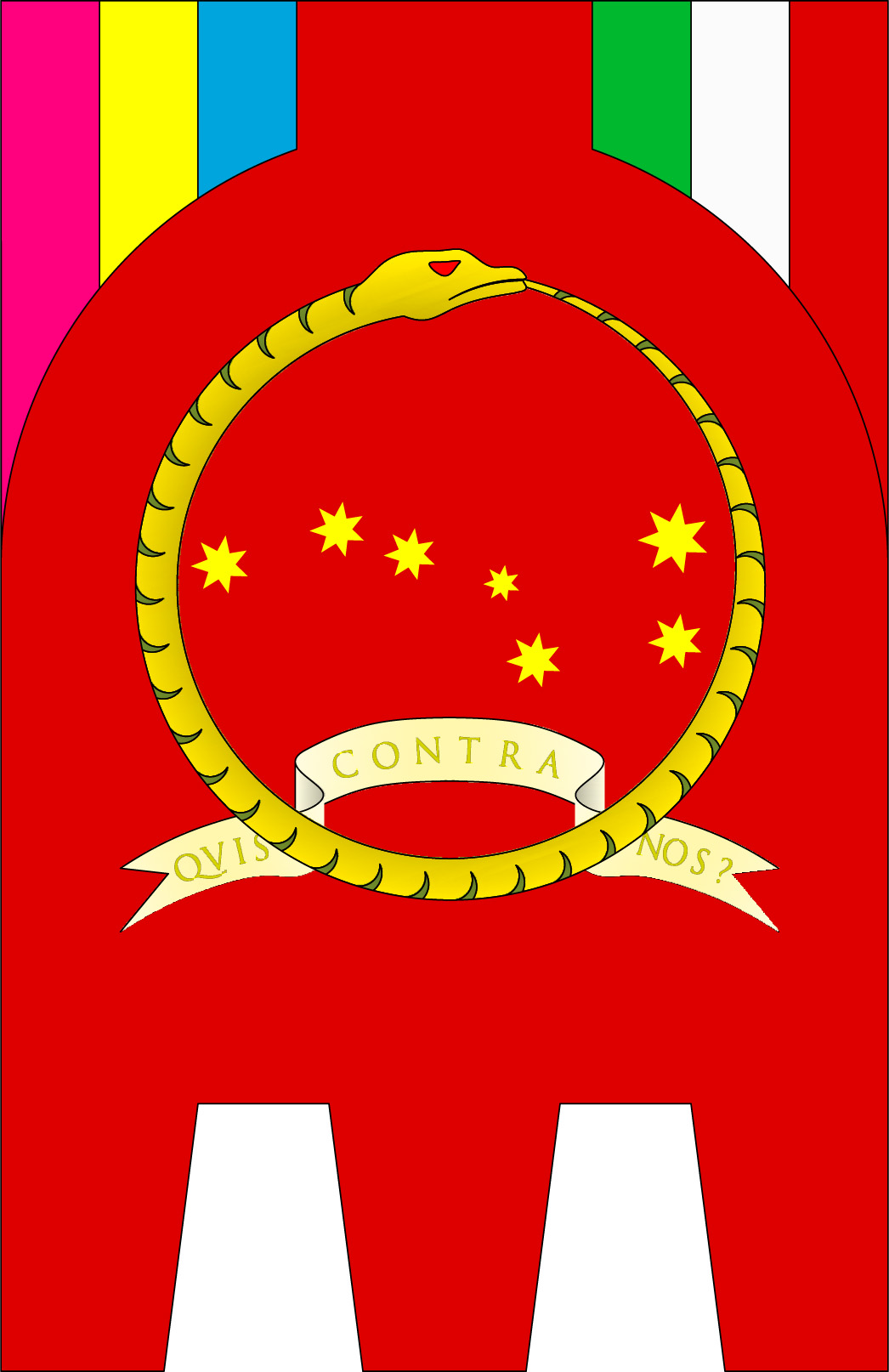
義大利卡爾拿羅攝政國國旗

在很多西非的宗教裡，蛇是一種神聖的動物；半神艾度斐度（Aidophedo）的形象，正是一條咬著自己尾巴的大蛇。銜尾蛇的標誌還見於非洲風族（Fon）及達荷美族（Dahomey）的聖像，成為當地信仰中彩虹蛇（Oshunmare）的具體形象。
而在中美洲地區（如墨西哥），當地的阿茲特克族群所信奉的羽蛇神，亦有被描繪成銜尾蛇的形象。
另外，在法西斯主義盛行時期的歐洲地區，曾經短暫出現於歷史舞台上的卡爾拿羅攝政國，其國旗上就有一條銜尾蛇。

### 其它
PyPy 项目使用銜尾蛇作为项目标志。

## 煉金術与化学
在煉金術中，銜尾蛇的符號是一種蘊含淨化力量的魔咒。瑞士心理學家卡爾·榮格認為銜尾蛇是煉金術中萬物的原型，亦是煉金術中的「曼荼羅」（密教的能量中心）。他指出：
那些透過自己的方法，以比現世更甚的程度去探索自然，從而深入了解萬物的煉金術士們，以銜尾蛇──那條咬著自己尾巴的蛇──的標誌解說這個矛盾的悖論（指銜尾蛇進行自我傷害這個古怪的現象）。銜尾蛇，早就被指是象徵著「無限」或者「一切」，在古代的印象中銜尾蛇具有「自我摧毀」及「轉化為循環模式」的含意，這對很多敏銳的煉金術士來說是清楚不過的訊息，他們理解煉金術的基礎是「第一元素」（Prima materia）。他們認為銜尾蛇是一個戲劇性的標誌，既能統合又能同化對立面；而經過這個自我統合同化的過程所得到的回饋，就是永生。因為銜尾蛇一方面在消滅自己，同時又在給予自己生機，牠孕育著自己，從而令自己得到生命。因此，銜尾蛇象徵著一個透過與對立面發生衝突而存在的原則，這正是構成第一元素的最佳演繹……（煉金術士們）從其它人的模糊概念中（指一般人對銜尾蛇的理解往往含糊隨意）得到清晰的答案。
由鍊金術士克麗奧佩脫拉所著的煉金學文獻「The Chrysopoeia of Cleopatra」裡有一個著名的銜尾蛇圖像，附有希臘文字「一即一切」（Hen to Pan），其半黑半白的形象，反映了諾斯底主義的二元論。銜尾蛇是一個象徵萬物永恆融合的標誌，帶出了生與死的循環原則，這亦是煉金術士們一直致力要加以詮釋及解放的領域。著名煉金術士及物理學者托馬斯·布朗曾經在其《致友人信》中，有一篇充滿案例及有趣推理的以人類為主題的醫學論文，當中有一段這麼說：
第一天應該決定了最後一天，就如蛇的尾巴應該回到自己的嘴巴一樣。他們都應該在誕生的同時完結，這真是一個異常的巧合。
布朗同時在他的文章〈塞勒斯的花園（The Garden of Cyrus）〉（1658年）中暗示類似的訊息：
萬物開始必須終結，所以只要根據天國的規條創造者與及當中的神秘數式，必然能夠再生。
在化学领域，德国有机化学家弗里德里希·凯库勒于1865年提出了苯环单、双键交替排列、无限共轭的结构，即现在所谓“凯库勒式”。据称他是因为梦到一条蛇咬住了自己的尾巴才受到启发想出“凯库勒式”的。

## 備註
1. ↑  柏拉圖《Timaeus （页面存档备份，存于）》，第33頁。
2. ↑  .   [2008-04-23]. （原始内容存档于2021-05-12）.
3. ↑  諾伊曼〈The Origins and History of Conscisousness〉《Bollington series XLII》德國：普林斯頓大學出版（1995年，第一版1949年）
4. ↑  科學性符號：無限大 的存檔，存档日期2008-03-27.
5. 1 2  查理斯‧席夫（Charles Seife）：《Translation of Zero: the biography of a dangerous idea》p.2，台北：商周出版（2001年）
6. ↑  關於埃及銜尾蛇的形象 的存檔，存档日期2008-05-12.
7. ↑  埃及銜尾蛇及其象形文字 的存檔，存档日期2008-05-18.
8. ↑  中國考古學的黃金時代 – 美國國家美術館 的存檔，存档日期2008-02-02.
9. ↑  卡爾‧榮格《Collected Works》Vol. 14，第513段
10. ↑  .   [2013-04-06]. （原始内容存档于2020-11-07）.

## 外部連結
- 關於銜尾蛇的資料搜集